# Estados Unidos de Colombia
Estados Unidos de Colombia fue un estado federal que comprendía el territorio de las actuales repúblicas de Colombia y Panamá en su totalidad y porciones de Brasil y Perú. Sucedió a la Confederación Granadina en 1861 —acción que fue confirmada con la constitución de 1863— dotando al país de un sistema político federalista y liberal que inició las dos décadas conocidas como la era del Olimpo Radical.
El país fue oficialmente llamado «Estados Unidos de Colombia» el 3 de febrero de 1863 por la Constitución de Rionegro, la cual fue promulgada el 8 de mayo por liberales, quienes habían acabado de ganar la guerra civil de 1860 a 1862.
La constitución nacional impulsó el crecimiento comercial, puesto que permitía la liberalización de la economía e impedía un control de esta por parte del Estado; además permitía un completo desarrollo de estos sectores a nivel regional.[cita requerida]
Después de varios años de guerras civiles, en 1886 el Partido Conservador gana la guerra, liderado por Rafael Núñez y proclaman una nueva constitución con sistema centralista que abolió a los Estados Unidos de Colombia, redujo las libertades otorgadas, y fundó la República de Colombia.

## Historia
A finales de 1859, el general Tomás Cipriano de Mosquera declaró la secesión del Estado Soberano del Cauca y a la vez la guerra al gobierno de la Confederación Granadina, con el propósito de acrecentar el poderío caucano dentro de la confederación. El 18 de julio de 1861 Mosquera tomó Bogotá y se declaró presidente provisorio de la nación; uno de sus primeros actos fue renombrar el país «Estados Unidos de Nueva Granada», denominación de carácter efímero ya que Mosquera en noviembre del mismo año lo volvió a cambiar a «Estados Unidos de Colombia».
En 1863, luego de que llegara a su término la guerra civil, se reunió en Rionegro (Antioquia) una convención de corte radical que redactó la Constitución de Rionegro con la cual se implementó de forma permanente el federalismo en Colombia. Esta constitución daba una amplia autonomía a los Estados y redujo el poder del gobierno central. La Confederación Granadina llegó a su fin el 8 de mayo con la firma de la Convención que cambió oficialmente el nombre del país a los Estados Unidos de Colombia, integrado por nueve Estados soberanos, y que dictaminó nuevas normas y le dio poderes a los Estados y Presidentes. Estas medidas se tomaron ya que los liberales habían llegado a temer el gran poder que Mosquera tenía, por lo cual se redactó la nueva constitución para limitar sus funciones y evitar que se conviertan en contra de ellos, como lo había hecho con los conservadores. Los radicales liberales defendieron un gobierno federal en la que la autonomía regional y local estaban protegidos, donde no había Ejército Nacional, la sociedad poseía derechos y libertades fundamentales sobre la base de la educación y el mercado abierto, y había nula intervención de la Iglesia.
Las relaciones iglesia-estado se rompieron porque los radicales consideraron que ningún culto religioso debería intervenir en los asuntos estatales y la Iglesia católica lo hacía. La primacía del gobierno liberal era la Iglesia, tanto en la educación como en su relación con el Estado. En 1861 esta institución fue expropiada de sus bienes excepto de aquellos recintos dedicados al culto ya que se pensaba que esto podría ayudar a la economía, aunque hubo desacuerdos entre los liberales sobre la forma de actuar.
La Constitución de Rionegro liberalizó las políticas a nivel social y económico, proclamando la libertad para expresar la manera de pensar en forma oral o escrita, libertad para trabajar u organizar cualquier negocio, libertad de imprenta, libertad para viajar por el territorio, entrar o salir de él, libertad de enseñanza, libertad de culto, libertad de asociación, libertad de poseer armas y municiones, y de comerciar con ellas.
Estableció un sistema federal con una presidencia central (presidencia de la unión) débil de dos años de duración y sin posibilidad de reelección inmediata. La elección del presidente de la unión era indirecta: cada uno de los nueve estados (Panamá, Antioquia, Magdalena, Bolívar, Santander, Boyacá, Cundinamarca, Tolima y Cauca) elegía al candidato de su preferencia siguiendo los procedimientos electorales particulares de cada estado; luego, cada estado depositaba un voto para elegir el presidente de la unión (este voto se adjudicaba según el ganador en cada estado). El candidato ganador era aquel que tuviera la mayoría absoluta de votos, si no se lograba la mayoría absoluta, el congreso sería el que lo elegiría del mismo grupo de candidatos.
El 12 de mayo, cuatro días después de haberse proclamado la constitución, los 61 delegados eligieron a Mosquera para gobernar durante dos años hasta el 1 de abril de 1864, momento en el cual las nuevas regulaciones para nombrar presidente empezarían utilizarse. Mosquera daba el tono anticlerical del liberalismo y los conservadores el tono pro clerical que continuaría por décadas.
El período federal produjo cuarenta y dos nuevas constituciones estatales y antes de 1876 las elecciones fueron casi continuas, puesto que los distintos estados no votaban simultáneamente ni siquiera para la elección del presidente de la unión. De forma que se hizo un cambio constitucional para que las elecciones para presidente de cada estado se hicieran al mismo tiempo para todos los estados.
Debido a que la constitución de 1863 reducía de manera sustancial el poder político y militar del gobierno federal, se formaron poderosos ejércitos regionales, que llevó a una serie de guerras civiles regionales (alrededor de 40) y sólo una nacional (la de 1876 a 1877).
En 1884 los liberales santandereanos acusaron al entonces presidente liberal Rafael Núñez de interferir en las políticas estatales y declararon la guerra. Núñez recibió apoyo de los conservadores formando el Partido Nacional, que un año más tarde (1885) gana la guerra y proclama una nueva constitución de carácter centralista que abolió a los Estados Unidos de Colombia y creó la República de Colombia.

## Gobierno y política
| Los 18 presidentes de la Unión Colombiana (periodo)                                                                | Los 18 presidentes de la Unión Colombiana (periodo)                                                                                                   | Los 18 presidentes de la Unión Colombiana (periodo) |
| --- | --- | --------------------------------------------------- |
| | Tomás Cipriano de Mosquera (18 de julio de 1861 - 10 de febrero de 1863)                                                                              | LM                                                  |
| | Froilán Largacha - presidente Tomás Cipriano de Mosquera, José Hilario López, Eustorgio Salgar, Santos Gutiérrez (10 de febrero - 14 de mayo de 1863) | EP                                                  |
| | Tomás Cipriano de Mosquera (14 de mayo de 1863 - 1 de abril de 1864)                                                                                  | LM                                                  |
| | Manuel Murillo Toro (1 de abril de 1864 - 1 de abril de 1866) Primer presidente civil reelegido                                                       | LR                                                  |
| | José María Rojas Garrido (1 de abril - 20 de mayo de 1866) Primer Designado                                                                           | LM                                                  |
| | Tomás Cipriano de Mosquera (20 de mayo de 1866 - 23 de mayo de 1867)                                                                                  | LM                                                  |
| | Santos Acosta (23 de mayo de 1867 - 1 de abril de 1868) Dirigió golpe contra Mosquera                                                                 | LR                                                  |
| | Santos Gutiérrez Prieto (1 de abril de 1868 - 1 de abril de 1870)                                                                                     | LR                                                  |
| | Eustorgio Salgar (1 de abril de 1870 - 1 de abril de 1872)                                                                                            | LR                                                  |
| | Manuel Murillo Toro (1 de abril de 1872 - 1 de abril de 1874)                                                                                         | LR                                                  |
| | Santiago Pérez Manosalva (1 de abril de 1874 - 1 de abril de 1876)                                                                                    | LR                                                  |
| | Aquileo Parra (1 de abril de 1876 - 1 de abril de 1878) Procurador general designado en ausencia del Vicepresidente                                   | LR                                                  |
| | Julián Trujillo Largacha (1 de abril de 1878 - 8 de abril de 1880)                                                                                    | LR                                                  |
| | Rafael Núñez (8 de abril de 1880 - 1 de abril de 1882)                                                                                                | LI                                                  |
| | Francisco Javier Zaldúa (1 de abril - 21 de diciembre de 1882)                                                                                        | LI                                                  |
| | Clímaco Calderón (21 - 22 de diciembre de 1882) Procurador general                                                                                    | LI                                                  |
| | José Eusebio Otálora (22 de diciembre de 1882 - 1 de abril de 1884)                                                                                   | LI                                                  |
| | Ezequiel Hurtado (1 de abril - 10 de agosto de 1884) Primer Designado                                                                                 | LR                                                  |
| | Rafael Núñez (10 de agosto de 1884 - 1 de abril de 1886)                                                                                              | N                                                   |
| EP = Ejecutivo Plural - N = Nacionalista LI = Liberal Independiente - LM = Liberal Moderado - LR = Liberal Radical | |                                                     |

En los Estados Unidos de Colombia, el gobierno nacional se dividió en los poderes legislativo, ejecutivo y judicial. El poder legislativo lo constituyó el congreso, subdividido en cámara de representantes y senado. A este último cada uno de los nueve estados soberanos designaba tres delegados, en tanto que la cámara de representantes estaba compuesta de funcionarios procedentes de elecciones generales, contando con un miembro por cada 50.000 habitantes. El presidente elegido por un período de dos años se encontraba a la cabeza del poder ejecutivo, y para resultar elegido, se requería la mayoría absoluta de los nueve votos representativos de los estados. Al efecto, cada estado votaría por el candidato que hubiera obtenido la relativa mayoría de votos, en las votaciones dentro del estado convocadas para tal fin.
El derecho a votar en algunos estados podía ser ejercido por todos los ciudadanos, mientras que otros estados lo limitan a los capacitados para leer y escribir.
Los funcionarios públicos eran nombrados por el presidente con sujeción a la aprobación del senado. El oficio de funcionario público no requería ninguna preparación; para ejercer el cargo de juez tampoco era necesario tener estudios de jurisprudencia, incluso algunos estados prescindieron de la capacidad del candidato de leer y escribir.

## Organización territorial
El territorio de los Estados Unidos de Colombia se hallaba dividido en nueve estados federados (Antioquia, Bolívar, Boyacá, Cauca, Cundinamarca, Magdalena, Panamá, Santander y Tolima), con denominación de Estados Soberanos según la constitución de 1863; la división territorial interna de cada uno de ellos era definida por las legislaturas de cada Estado Soberano en particular:
Existían además los llamados territorios nacionales, regiones que no podían ser controladas por los Estados Soberanos y eran encomendadas al gobierno federal para su administración.
Durante el breve periodo comprendido entre 1861 y 1864 la capital de la Unión (Bogotá) se constituyó en Distrito Federal siendo su territorio escindido del Estado de Cundinamarca. Sin embargo prontamente su territorio fue reunificado con el de dicho estado.

## Geografía
La Unión ocupaba una vasta extensión de terreno, dividida por su geografía. Las cordilleras Oriental, Central y Occidental fragmentaban el país en regiones distintas. El río Magdalena era la principal arteria para la navegación en el país, atravesando algunos estados, mientras el istmo de Panamá era aislado del resto de las regiones por selvas y montañas. Las profundas selvas en el sur y oeste sólo añadían confusión a la definición de fronteras nacionales, las cuales nunca fueron definitivamente marcadas en el terreno.

### Regiones naturales
A grandes rasgos, el país se dividía en varias regiones aisladas (en virtud de la población habitante de las mismas), separadas las unas de las otras por amplias regiones deshabitadas e inexploradas:
- Región Caribe, que se extendía por toda la costa y las sabanas del Caribe, desde la Guajira hasta el Urabá.
- Región Oriental, que incluía los estados de Cundinamarca, Tolima, Boyacá y Santander.
- Región de Antioquia, que se extendía desde el río Chinchiná, cerca de Manizales, hasta la Serranía de Abibe al norte.
- Región del Cauca, que incluía el Chocó y el valle del río Cauca.
- Región del Istmo, que correspondía a lo que hoy es Panamá.

### Montañas
La Unión era atravesada de sur a norte por la cordillera de los Andes, que se divide cerca de la frontera colombo-ecuatoriana en tres ramales. Estas cordilleras, tal como en la actualidad, hacían del país uno de los más montañosos del continente.
A pesar de ser el más extenso dentro del país, el Estado del Cauca era uno de los más planos; la cordillera Central y Occidental recorrían ciertos tramos que corresponden a sus límites con los Estados del Tolima y Antioquia. Entre los Estados más montañosos estaban Antioquia, Tolima y Santander, que en su totalidad eran recorridos por las sierras de los Andes.

### Ríos
Los principales ríos eran: Baudó, Patía y San Juan, que desembocan en el océano Pacífico. Atrato, Cauca, Magdalena, Nechí, Chagres y Sinú, que desembocan en el Caribe. Como parte de la cuenca del Orinoco, los ríos Guaviare, Inírida, Meta y Vichada principalmente. En las selvas del Amazonas se destacan los ríos Apaporis, Caquetá y el Amazonas.
Algunas lagunas y ciénagas de volumen considerable de agua son la Ciénaga Grande de Santa Marta, la Laguna de la Cocha, la Laguna de Tota, entre otras.

### Límites
De acuerdo con la constitución, los límites de los Estados Unidos de Colombia serían los mismos que en el año de 1810 dividían el territorio del Virreinato de Nueva Granada del de las Capitanías generales de Venezuela y Guatemala, y del de las posesiones portuguesas del Brasil, siendo los límites por la parte meridional, los designados provisionalmente en el Tratado celebrado con el Gobierno del Ecuador el 9 de julio de 1856, y todos los tratados que en aquellos días la separaban de aquella República. Sin embargo los linderos con los países vecinos nunca estuvieron formalmente delineados y fueron punto de controversia.
Las fronteras sostenidas por los Estados Unidos de Colombia, con base en el uti possidetis iure de 1810, fueron las siguientes:

República del Ecuador
Desde la boca del río Mataje por todo su cauce hasta su nacimiento en las cumbres de un ramal de los Andes que separa las aguas que descienden al río Mira de las que van al Santiago, por todas estas cumbres hasta la confluencia del río San Juan con el Mira. De este punto por las cumbres de la cordillera que divide las aguas que bajan al Mira de las que van al San Juan hasta la boca de la quebrada Plata en el río Mallasquer; por este río, aguas arriba, hasta la quebrada Aguahedionda, y ésta hasta su origen en las faldas del volcán de Chiles; por las cumbres de éste hasta tomar el
río Carchi aguas abajo hasta el Rumichaca; por el curso de este río hasta la quebrada Tejada; ésta, aguas arriba, hasta el cerro de la Quinta; este cerro hasta el de Troya y por su cumbre hasta el llano Grande de los Ríos. En seguida por la quebrada Pun hasta su desagüe en el Chunquer y luego por la cumbre de la cordillera de los Andes pasando por los cerros Mirador de Guaca y Piedras hasta la cima del nevado de Cayambe, que está bajo la línea equinoccial. De aquí por las aguas del río Coca desde su nacimiento hasta su confluencia con el Napo; este río aguas abajo, hasta su unión con el Amazonas, y por el curso de este gran río hasta la entrada del yarari en frente a Tabatinga.
Imperio del Brasil
Desde la entrada del Yavarí por el curso del Amazonas, aguas abajo, hasta la boca del brazo Avatipatand; por este brazo hasta su unión con el Yapurá o Caquetá; por el curso de este río, aguas arriba, hasta el desagüe de la laguna Cumará. De este punto, línea recta hacia el Norte, hasta encontrar el río Negro en la confluencia del Cababurí en frente a Laureto; y por el curso del río Cababurí, aguas arriba, hasta llegar al cerro Cupí en los montes que separan la hoya hidrográfica del Amazonas de la del Orinoco.
Estados Unidos de Venezuela
Desde el cerro Cupí, línea recta cortando el brazo Maturaca, hasta la piedra del Cocuy en el río Negro; por este río, aguas arriba, hasta la boca del brazo Casiquiari; éste abajo hasta su entrada en el Orinoco; por este río siguiendo su curso hasta la confluencia del Meta; por este río, aguas arriba, hasta el antiguo Apostadero. De aquí línea recta al Norte, orillando por el Occidente la laguna del Término, hasta dar con el río Arauca en el Paso del Viento, punto que queda en un mismo meridiano con el antiguo Apostadero; por el río Arauca, aguas arriba, hasta la parte occidental de la gran laguna o Desparramadero del Sarare. En seguida va la línea directamente al Norte hasta encontrar el río Nula y por éste hasta sus cabeceras en un ramal de la cordillera oriental de los Andes. Por las cumbres vertientes de esta cordillera hasta el Páramo de Tamá. De aquí hacia el Norte siguiendo las aguas del río Táchira hasta su confluencia con el Pamplonita; por el curso de esos dos ríos unidos hasta la boca de la quebrada Don Pedro. Por el cauce de esta quebrada arriba hasta su nacimiento; de aquí hacia el Norte por las cumbres de la serranía hasta encontrar las cabeceras de la quebraba China, y por su curso hasta su desembocadura en el río Guarumito; este río, aguas abajo, hasta su confluencia con el de la Grita, y por éste hasta el Zulia. De este punto hacia el Noroeste atraviesa la frontera un territorio desierto pasando por la unión de los ríos Tarra y Sardinata hasta encontrar la desembocadura del río Oro en el Catacumbo; por el cauce de aquél hasta sus cabeceras occidentales en la sierra de Motilones. Por las cumbres de esta sierra y por las de la sierra de Perijá hasta las cabeceras del río Socui; por el curso de este río hasta su confluencia con el Guazare, que unidos forman el río Limón; por este río, aguas abajo, hasta su desembocadura en la laguna de Sinamaica; por el borde oriental de esta laguna hasta encontrar la del Grande Eneal, y de aquí línea recta a la boca del caño Paijana en la ensenada de Calabozo.
República de Costa Rica

Desde la desembocadura del río Culebras o Dorado en el Atlántico, siguiendo el curso de este río, hasta su nacimiento en la cordillera de los Andes; de aquí descendiendo por un ramal denominado cordillera de las Cruces, hasta encontrar las cabeceras del río Golfito; y por el cauce de este río hasta su entrada en el Golfo dulce en el océano Pacífico.
Estadística de Colombia, Secretaría de Hacienda y Fomento, 15 de enero de 1876, pág. 13

## Demografía
| Estado | Hombres   | Mujeres   | Población total |
| --- | --------- | --------- | --------------- |
| Antioquia | 180.496   | 185.478   | 365.974         |
| Bolívar | 116.215   | 125.489   | 241.704         |
| Boyacá | 234.127   | 248.747   | 482.874         |
| Cauca | 211.314   | 223.764   | 435.078         |
| Cundinamarca | 196.841   | 212.761   | 409.002         |
| Magdalena | 40.682    | 44.573    | 85.255          |
| Panamá | 113.215   | 107.837   | 221.052         |
| Santander | 204.551   | 220.876   | 425.427         |
| Tolima | 110.791   | 120.100   | 230.891         |
| Territorios Federales |           |           |                 |
| Caquetá (6.854), Casanare (26.068), La Guajira (8.390), Sierra Nevada y Motilones (7.180), San Andrés y Providencia (3.488), y San Martín (4.056) |           |           |                 |
| Total Territorios | 25.897    | 27.569    | 53.466          |
| Total Colombia | 1.434.129 | 1.517.194 | 2.951.323       |

| Estado           | Población | Población  | Población  | Movilización en 1861 | Movilización en 1861 |
| Estado           | 1861 est. | censo 1851 | censo 1843 | Guerra civil         | Guerra internacional |
| ---------------- | --------- | ---------- | ---------- | -------------------- | -------------------- |
| Distrito Federal | 60.000    | 29.649     | 40.086     | 5.000                | 10.000               |
| Antioquia        | 327.322   | 244.442    | 189.534    | (¿26.000?)           | (¿53.000?)           |
| Bolívar          | 175.006   | 182.157    | 191.708    | 7.000                | 14.000               |
| Boyacá           | 442.996   | 379.682    | 331.887    | 36.916               | 73.832               |
| Cauca            | 437.102   | 322.585    | 268.615    | 36.000               | 73.000               |
| Cundinamarca     | 351.096   | 278.847    | 240.528    | 29.258               | 58.516               |
| Magdalena        | 100.284   | 67.411     | 72.986     | 8.000                | 16.000               |
| Panamá           | 173.729   | 138.108    | 119.002    | 14.477               | 28.954               |
| Santander        | 496.000   | 375.604    | 306.255    | 41.333               | 82.666               |
| Tolima           | 250.938   | 218.396    | 192.003    | 20.000               | 40.000               |

En los Estados Unidos de Colombia se realizaron dos censos de población nacional (1864 y 1871) que no especificaron a qué grupo étnico pertenecía la población censada. A causa del conflicto interno, el censo previsto para 1859 fue aplazado para 1864. En él se recolectó información solo en algunas partes del país y se estimó la población en las demás, dando como resultado un total de 2.694.487 habitantes.
Según el censo de 1871, la población total del país era de 2.951.323 habitantes, de los cuales 1.434.129 eran hombres y 1.517.194 mujeres. Los aborígenes se estimaba su población en unos 80.000 en todo el territorio nacional. De entre todos los Estados, los más habitados eran Boyacá, Cauca, Cundinamarca y Santander. Los resultados de dicho censo, por Estados, son como se expresan en la tabla a la derecha.
En 1875 por medio de la Ley 106 se creó la Oficina de la estadística nacional.

## Economía
La economía de Estados Unidos de Colombia consistía principalmente en la comercialización de productos agrarios y de manufactura, provenientes de diferentes partes del país, si bien se empezaban a ver signos de industrialización en Antioquia, Santander y Cundinamarca. Los principales cultivos eran los cereales, las legumbres y otros sembradíos comerciales, tales como la caña de azúcar y el tabaco, que se cultivaban en las zonas rurales de Boyacá, Cundinamarca, el valle del Cauca y la zona atlántica.
Se le estaba dando vía libre al librecambio y a la apertura de los puertos a potencias extranjeras diferentes a España, en especial a Inglaterra y Estados Unidos, pero debido a que cada Estado mantenía relaciones comerciales por aparte de los demás generalmente se producían tratos desiguales.

## Cultura
No obstante las vicisitudes del Estado, el país tuvo una de sus más brillantes épocas intelectuales durante este periodo. La Universidad Nacional de Colombia, que prácticamente había desaparecido en el decenio anterior, se abrió de nuevo en 1867 con facultades de derecho, filosofía, ingeniería, matemáticas y ciencias naturales. También se fundaron escuelas para la formación de maestros y llegaron misiones extranjeras al país para fomentar la educación superior.

## Símbolos nacionales
El 26 de julio de 1861 el general Tomás Cipriano de Mosquera decide cambiarle nuevamente de nombre a la nación, llamándola Estados Unidos de la Nueva Granada. Uno de sus primeros decretos consistió en darle al país una nueva bandera, que consistía en la misma que se venía usando desde la República de la Nueva Granada pero con estrellas blancas en su franja azul en representación de los estados en los cuales se dividía la federación.
El 20 de septiembre de 1861 el nombre del país fue cambiado nuevamente a Estados Unidos de Colombia. Al declararse la federación, se acarreó un cambio en los símbolos patrios. Es por ello que todas las banderas de la República de la Nueva Granada, la Confederación Granadina y los Estados Unidos de Nueva Granada, fueron abolidas el 26 de noviembre del mismo año. Mosquera, quien aún servía como presidente provisional de la Unión, sancionó el decreto del 26 de noviembre de 1861 donde dispuso que las franjas fuesen de nuevo horizontales. En cuanto al escudo, Mosquera decretó que las armas del país serían las mismas de la Confederación Granadina, con el aditamento que sobre este habría un arco compuesto por 9 estrellas de ocho puntas, que representaban a cada uno de los Estados Soberanos en que se dividía el país.